# Help Me Help You
Help Me Help You é uma sitcom norte americana de comédia exibida originalmente pela ABC, entre 26 de Setembro e 12 de Dezembro de 2006 sobre uma colecção de pessoas bem excêntricas que se encontram numa terapia de grupo com um respeitável terapeuta que´terá provavelmente mais problemas que os seus próprios pacientes.
A série foi cancelada devido a baixos índices de audiência em 14 de dezembro de 2006, com 4 episódios não exibidos.

## Elenco
- Ted Danson como Dr. Bill Hoffmann
- Charlie Finn como Dave
- Jim Rash como Jonathan
- Suzy Nakamura como Inger
- Darlene Hunt como Darlene
- Jere Burns como Michael
- Jane Kaczmarek como Anne

## Episódios
| Episódio # | Título               | Data de Exibição       |
| ---------- | -------------------- | ---------------------- |
| 1          | Pilot                | 26 de Setembro de 2006 |
| 2          | The Mattress         | 3 de Outubro de 2006   |
| 3          | Fun Run              | 10 de Outubro de 2006  |
| 4          | Pink Freud           | 17 de Outubro de 2006  |
| 5          | Sasha's Birthday BBQ | 24 de Outubro de 2006  |
| 6          | Inger Management     | 31 de Outubro de 2006  |
| 7          | Raging Bill          | 28 de Novembro de 2006 |
| 8          | Perverse Psychology  | 5 de Dezembro de 2006  |
| 9          | Perseverance         | 12 de Dezembro de 2006 |
| 10         | The Sheriff          | Não Exibido            |
| 11         | Working Women        | Não Exibido            |
| 12         | Boxer                | Não Exibido            |
| 13         | Moving On            | Não Exibido            |